# WZ EDITOR
WZ EDITOR（ダブルゼット エディタ）は、山口 敏郎（やまぐち としろう、TY）が開発し、株式会社WZソフトウェアが販売するWindows用テキストエディタである。
1995年6月、株式会社ビレッジセンターより発売された。
C言語の文法によく似たText-C (旧 TX-C）と呼ばれるマクロ言語を実装しており、柔軟なカスタマイズが可能である。
通常のテキストファイルの編集だけでなく、C言語のプログラムファイル、HTMLファイル、縦書きや体裁文書など、様々な文書ファイルを作成できる。また、カスタマイズをすることにより、独自のファイルフォーマットのファイルの編集を行うことが可能である。
1988年発売のMS-DOS用テキストエディタ「VZ Editor」から2003年10月発売の「WZ EDITOR 5.0」までを販売してきた株式会社ビレッジセンターは、2008年4月に株式会社WZソフトウェアに対して「WZ EDITOR」関連事業を移譲し、2008年11月末に会社を解散した。
「WZ EDITOR 5.0」はバージョン5.03が最終版となった。
その後、WZソフトウェアより2008年9月に「WZ EDITOR 6」、2010年に「WZ EDITOR 7」が発売された。
続いて、2013年に「WZ EDITOR 8」、 2015年3月25日に「WZ EDITOR 9」ダウンロード版、そして2018年12月5日に「WZ EDITOR 10」が発売された。
2021年4月現在、最新版は「10.0.19」となっている。

## 対応OS

### バージョン5.0
（2008年8月現在）
- Microsoft Windows Vista
- Microsoft Windows XP
- Microsoft Windows 2000
- Microsoft Windows Me
- Microsoft Windows 98
- Microsoft Windows NT（ただし、バージョンは 4.0）

### バージョン6
（2009年3月現在）
- Microsoft Windows Vista 32bit版
- Microsoft Windows XP 32bit版

※Windows NT,2000での動作はサポート対象外。

### バージョン7
- Microsoft Windows 7 32bit/64bit 日本語版

Microsoft Windows 7 64bit 日本語版は、32bit互換モードでの動作となる
- Microsoft Windows Vista 32bit 日本語版
- Microsoft Windows XP 32bit版 日本語版

※Windows NT 4, Windows 2000での動作はサポート対象外。
※Windows 95, 98, Me, NT3 には、対応していない。

### バージョン8
- Windows 8.1 32bit/64bit 日本語版
- Windows 8 32bit/64bit 日本語版
- Windows 7 32bit/64bit 日本語版
- Windows Vista 32bit 日本語版

※Windows 64bit 日本語版は、32bit互換モードでの動作となる

### バージョン9
- Windows 10 32bit / 64bit 日本語版
- Windows 8.1 32bit / 64bit 日本語版
- Windows 8 32bit / 64bit 日本語版
- Windows 7 32bit / 64bit 日本語版

※Windows 8 以降は、デスクトップアプリでの対応となる
※Windows Vista での動作はサポート対象外、Windows XP には対応していない

### バージョン10
- Windows 10 32bit / 64bit 日本語版
- Windows 8.1 32bit / 64bit 日本語版
- Windows 8 32bit / 64bit 日本語版
- Windows 7 32bit / 64bit 日本語版
- macOS 10.13+, 11 and 12, Intel / M1 processor[1]

※Windows 8 以降は、デスクトップアプリでの対応となる
※Windows Vista、Windows XP には対応していない

## 関連機能

### WZ Grep
ディスク内に存在しているファイルの中から、指定された用語を含むファイルを検索、一覧表示する。検索には、正規表現を利用することができる。一覧表示には、検索文字列の位置が表示され、カーソルを合わせて指定すると、対象のファイルが開く。

### WZ BOARD
思いついたアイデアや、メモを記録するために使用する。編集中の文書や、クリップボードから転記することができる。

### WZ FILER
ファイル管理ツールとして提供されている WZ FILER では、ディスク内のファイル一覧を表示し、キーボードにより、ファイル操作を行うことができる。

### WZ MAIL
WZ EDITORに付属している電子メールクライアント（ただし、オンライン版には付属していない）であり、Outlook Expressと同様、ネットニュースにも対応している。また、スケジュール、タスク管理などの機能も有している。

## TX-Cマクロ
TX-C の書式は、C言語に近く、拡張子は、「.TXC」である。以下のマクロは、開いているファイルのカーソル位置に、「This is Sample.」の文字列を挿入する。
```
main
{
    insert("This is Sample.\n");
}
```

Win32APIを容易に呼び出すことができるのも特徴。以下のマクロはウィンドウを常に手前に表示する。
```
#include <windows.h>
textvar BOOL fStayOnTop;
main
{
	text::fStayOnTop = !text::fStayOnTop;
	SetWindowPos(text-
>
hwndbase, 
		text::fStayOnTop ? HWND_TOPMOST : HWND_NOTOPMOST,
		0, 0, 0, 0, SWP_NOSIZE | SWP_NOMOVE);
}
```

## 姉妹製品
WZ EDITORの機能をWindows CE上に移植した Pocket WZ が存在している。（2005年3月現在、バージョンは 3.0）